# Massimo Carlotto
Massimo Carlotto (Padua, 22 de julio de 1956) es un escritor, dramaturgo y guionista italiano.

## Biografía

### El caso Carlotto
En 1976 con diecinueve años de edad y siendo militante de Lotta Continua, descubre el cuerpo ensangrentado de una joven estudiante que acaba de ser acuchillada hasta morir. Se persona ante los carabinieri como testigo pero en ese momento pasa a ser acusado del homicidio.
Durante el primer proceso es absuelto por falta de pruebas, sin embargo se le condena a 18 años de prisión tras el recurso de apelación. En 1982 decide exilarse a Francia y más tarde a México, pero después de tres años de fuga es capturado y extraditado a Italia por la policía mexicana. En 1989 comienza la revisión del caso y en 1991 es condenado a 16 años de prisión. La opinión pública toma partido por Carlotto, y en 1993 el presidente de la República italiana Oscar Luigi Scalfaro le concede la gracia. 

### El escritor
Descubierto por la escritora y crítica Grazia Cherchi, ha debutado en 1995 con la novela Il Fuggiasco. Dentro de los escritores de novela negra, se le incluye en la corriente mediterránea junto a Vázquez Montalbán, Jean-Claude Izzo, Petros Márkaris, Andrea Camilleri... Y al igual que los Pepe Carvalho, Fabio Montale, Kostas Jaritos, o Montalbano da vida a Marco Buratti alias 'el caimán'. El caimán es un personaje que casualmente ha sido víctima de un error judicial y ha pasado siete años en prisión acusado de pertenencia a banda armada. Amante del blues y del calvados protagoniza la saga que da comienzo con la publicación de La Verdad del caimán en 1995.
Pero Carlotto no se detiene ahí, en un artículo aparecido en ‘Il Manifesto’, teoriza la muerte de la novela negra mediterránea para seguidamente exponer: “hoy estoy más convencido que nunca si cabe de la posibilidad del desarrollo y experimentación que amplíen el horizonte de la investigación y su inserción en la estructura narrativa”. Haciéndose eco de unas palabras de Giancarlo de Cataldo esta cesura supone: “un renacer, un retorno al compromiso ciudadano, una explosión del neo-neorealismo italiano”; lo que los Wu Ming llaman: New Italian Epic. Algo está pasando, a la hora de contar lo que sucede en Italia se está perdiendo el miedo a ensuciarse las manos, y así el éxito de la novela de Roberto Saviano ‘Gomorra’ sería solo la punta de este iceberg. 
Massimo Carlotto es también autor teatral, guionista y colaborador de periódicos, revistas e incluso de músicos.

## Novelas en castellano
- La Verità dell'Alligatore., Roma 1995 (en castellano: La verdad del caimán, trad. Alessandra Picone, Barcelona 2005 ISBN 978-84-95764-34-8)
- Il Mistero di Mangiabarche., Roma 1997 (en castellano: El misterio de Mangiabarche, trad. Elena Martínez Nuñez, Barcelona 2005 ISBN 978-84-95764-42-3)
- Arrivederci amore, ciao., Roma 2001 (en castellano: Hasta nunca, mi amor, trad. Mari Angeles Cabré, Barcelona 2008 ISBN 978-84-96580-28-2)
- L'Oscura inmensità della morte., Roma 2004 (en castellano: La oscura inmensidad de la muerte, Barcelona 2010 ISBN 978-84-96580-53-4)
- Niente, più niente al mondo. Roma 2004 (en castellano: Nada, nada más en el mundo, Barcelona 2010 ISBN 978-84-7584-691-0)

## Novelas gráficas en castellano
- Arrivederci amore, ciao, junto a Luca Crovi & Andrea Red Mutti Milán 2005 (en castellano en 2 vols.: Arrivederci amore 1. Historia de un canalla, Arrivedercia amore 2. Se acabó el juego, trad. Ramón de España, Barcelona 2010 ISBN 978-84-96580-53-4 e ISBN 978-84-8449-835-3)